# Rafael Díaz Ycaza
Rafael Díaz Ycaza (Guayaquil, 24 de octubre de 1925 - Ibídem, 28 de agosto de 2013) fue un poeta, novelista, cuentista ecuatoriano; y columnista del diario El Universo. Famoso por ser autor de muchos libros de poesía, y también escribió novelas. Su primera obra publicada fue «Estatuas en el mar» (1946) y el último era «Bestia pura del alba», una antología de poesía, publicado en septiembre de 2007.
Rafael Díaz Ycaza saltó a la fama con sus poemas a una edad temprana, ganándose una reputación como un poeta de gran talento. Se convirtió en uno de los poetas más populares y respetados de Guayaquil y el país. Ycaza también escribió prosa. También fue un periodista, escribiendo la columna "Botella al mar' en El Universo durante varios años. También ocupó el cargo de presidente de la filial Guayas de la Casa de la Cultura Ecuatoriana. Su carrera estelar y contribuciones a la literatura ecuatoriana fueron reconocidos en 2011, cuando se le concedió el Premio Nacional Eugenio Espejo.

## Obras
Poesía
- Estatuas en el mar (1946)
- Cuaderno de bitácora (1949)
- Las llaves de aquel país (1954)
- El regreso y los sueños (1959)
- Botella al mar (1965)
- Zona prohibida (1972)
- Señas y contraseñas -antología- (Guayaquil, 1978)
- Mareas altas: canciones y elegías (Guayaquil, 1993)

Novelas
- Los rostros del miedo (Guayaquil, 1962)
- Los prisioneros de la noche (Quito, 1967)

Cuentos pequeños
- Las fieras (Guayaquil, 1952)
- Los ángeles errantes (Guayaquil, 1958)
- Tierna y violentamente (Guayaquil, 1970)
- Porlamar (Guayaquil, 1977)
- Porlatierra (Quito, 1978)
- Prometeo el joven y otras morisquetas (Quito, 1986)
- Consta en las antologías: El nuevo relato ecuatoriano (Quito, 1951)
- Pensamiento y literatura del Ecuador: crítica y antología (Quito, 1972)
- Antología del relato ecuatoriano (Quito, 1973)
- Cuento ecuatoriano contemporáneo (s.f.);
- Madrugada: una antología de la poesía ecuatoriana (Guayaquil, 1976)
- Lírica ecuatoriana contemporánea (Bogotá, 1979)
- Poesía viva del Ecuador (Quito, 1990)
- La palabra perdurable (Quito, 1991)
- Así en la tierra como en los sueños (Quito, 1991)
- Cuento contigo (Guayaquil, 1993)
- Antología básica del cuento ecuatoriano (Quito, 1998)
- Cuento ecuatoriano de finales del siglos XX (Quito, 1999).

## Premios
- Premio Nacional "Eugenio Espejo" de Literatura
- Premio Nacional "Aurelio Espinoza Pólit".
- Premio de Cuento "José de la Cuadra"
- Premio Nacional de Poesía "Medardo Ángel Silva"
- Premio Nacional de Poesía "Ismael Pérez Pazmiño"
- Medalla "Carlos Zevallos Menéndez"